# Combat de l'USS Constellation et de la Vengeance
Quasi-guerre
Batailles
- Combat de l'USS Delaware et du Croyable
- Capture de l'USS Retaliation par le Volontaire et l’Insurgente
- Combat de l'USS Constellation et de l’Insurgente
- Combat naval du 1er janvier 1800
- Combat de l'USS Constellation et de la Vengeance
- Puerto Plata Harbor (en)
- Combat de l'USS Boston et du Berceau
- Combat de l'USS Enterprise et du Flambeau
- Invasion de Curaçao (en)

Le combat de l'USS Constellation et de la Vengeance, ou l'action de 1er février 1800, est une bataille navale livrée entre le 1er et le 2 février 1800, pendant la Quasi-guerre, qui oppose la France révolutionnaire aux États-Unis d'Amérique de 1798 à 1800 et lors de laquelle, la frégate américaine USS Constellation de 38 canons, commandée par Thomas Truxtun, combat et met en fuite la frégate la Vengeance de 40 canons.

## Contexte
Durant l'année 1800 la quasi-guerre, campagne à la fois de rétorsion, démonstration de force et de capacité hégémonique que les États-Unis avaient décidé d'imposer à la France révolutionnaire culminait à son apogée: la marine des États-Unis, institutionnellement inexistante à peine cinq années auparavant maintenait alors pas moins de quatre escadres de vaisseaux de guerre dans les Caraïbes, afin de décourager les prises de navires marchands américains par les corsaires et les vaisseaux de ligne français. L'escadre commandée par Thomas Truxtun était celle chargée du secteur des Petites Antilles.

## Conséquences
Ayant souffert de pertes importantes et de dégâts très importants de part et d'autre, aucun des deux commandants ne se trouvait en mesure de savoir si son adversaire aurait finalement sombré ou non. Avec seulement trois de ses grandes voiles restées opérationnelles, La Vengeance se dirigea sur Curaçao où Pitot trouva le moyen de la faire échouer afin de ne pas risquer le naufrage. Faute du soutien des autorités néerlandaises sur place le navire allait s'y trouver immobilisé pendant plusieurs mois, à l'issue desquels l'intervention française contre Willemstad lui donnera l'occasion de remâter et de finalement rejoindre la Guadeloupe.

## Sources
- Ulane Bonnel, La France, les États-Unis et la guerre de course (1797-1815), Paris, 1961, Nouvelles Éditions Latines.
- Farid Ameur, Coup de tabac sur les relations France-USA, magazine Historia, numéro 697, janvier 2005.
- Onésime-Joachim Troude, Levot, Batailles navales de la France, 1868 (Google books)

- (en) Cet article est partiellement ou en totalité issu de l’article de Wikipédia en anglais intitulé « USS Constellation vs La Vengeance » (voir la liste des auteurs).